# Mitostigma castillonii
Mitostigma castillonii es la única especie del género monotípico Mitostigma, de la familia Apocynaceae.  Es originario de América del Sur donde se distribuye por Argentina. Comprende 22 especies descritas y de estas, solo una aceptada.

## Taxonomía
Mitostigma castillonii fue descrita por (Lillo) T.Mey. y publicado en Genera et Species Plantarum Argentinarum ... 2: 45, t. 14. 1944.
Sinonimia
- Amblystigma castillonii Lillo basónimo[3][4]